# Стратегия национальной безопасности Российской Федерации до 2020 года
Стратегия национальной безопасности Российской Федерации до 2020 года — базовый документ по планированию развития системы обеспечения национальной безопасности Российской Федерации, разработанный и принятый в 2009 году как основа для взаимодействия органов государственной власти, организаций и общественных объединений Российской Федерации в области защиты национальных интересов и обеспечения безопасности личности, общества и государства. Был утверждён Указом президента Российской Федерации от 12 мая 2009 года № 537, сменив утратившую силу «Концепцию национальной безопасности Российской Федерации».
В «Стратегии национальной безопасности» было представлено официальное видение стратегических приоритетов, целей и мер в области внутренней и внешней политики, определявших на тот период состояние национальной безопасности России и уровень устойчивого развития государства на долгосрочную перспективу. «Стратегия национальной безопасности Российской Федерации» рассматривалась как документ, находящийся во взаимосвязи с «Концепцией долгосрочного социально-экономического развития Российской Федерации на период до 2020 года» (обновлённого её варианта «Стратегия 2020»). Основная задача «Стратегии» состояла в формировании и поддержании внутренних и внешних условий, благоприятных для реализации стратегических национальных приоритетов России.
Указом президента РФ от 02.07.2021 N 400 была утверждена новая «Стратегия национальной безопасности Российской Федерации». Ранее действовавший указ президента Российской Федерации от 31 декабря 2015 года N 683 «О Стратегии национальной безопасности Российской Федерации» был признан утратившим силу.

## История создания
Новой «Стратегии национальной безопасности» предшествовали утратившие свою силу «Концепции национальной безопасности Российской Федерации» в редакциях 1997 (утверждена указом президента Российской Федерации от 17 декабря 1997 г. № 1300) и 2000 годов (в редакции указа президента Российской Федерации от 10 января 2000 г. № 24).
О необходимости принятия нового стратегического документа президент Д. А. Медведев впервые заявил в сентябре 2008 г. на заседании Госсовета, посвящённом войне в Грузии. Работа над его текстом велась межведомственной рабочей группой в рамках Межведомственной комиссии Совета Безопасности Российской Федерации по проблемам стратегического планирования. Документ был согласован на совещании президента с постоянными членами Совета Безопасности Российской Федерации 24 апреля 2009 г.
В настоящее время вступил в силу новый документ, а именно, «СТРАТЕГИЯ НАЦИОНАЛЬНОЙ БЕЗОПАСНОСТИ», утверждённый Указом Президента Российской Федерации от 02 июля 2021 г. N 400.

## Структура
«Стратегия национальной безопасности Российской Федерации» 2009 года состояла из 6 разделов и 112 статей:
I. Общие положения.
II. Современный мир и Россия: состояние и тенденции развития.
III. Национальные интересы Российской Федерации и стратегические национальные приоритеты.
IV. Обеспечение национальной безопасности:
1. Национальная оборона.
2. Государственная и общественная безопасность.
3. Повышение качества жизни российских граждан.
4. Экономический рост.
5. Наука, технологии и образование.
6. Здравоохранение.
7. Культура.
8. Экология живых систем и рациональное природопользование.
9. Стратегическая стабильность и равноправное стратегическое партнерство.
V. Организационные, нормативные правовые и информационные основы реализации настоящей Стратегии.
VI. Основные характеристики состояния национальной безопасности.

## Основные различия между Стратегией и Концепцией национальной безопасности
«Стратегия национальной безопасности» 2009 года имела ряд преимуществ перед «Концепцией национальной безопасности», которую она сменила:
1. В «Концепции» формулировалось лишь направление деятельности государства в обеспечении национальной безопасности и уточнялся порядок выявления угроз. В «Стратегии» же в первую очередь определялись стратегические национальные приоритеты, формировался механизм реализации совместных усилий государства и общества и давалась оценка их результативности[7]. В результате, главным отличием «Стратегии» стало то, что в ней были сформулированы критерии, по которым определяется состояние национальной безопасности Российской Федерации.
2. В «Стратегии» была определена цель политики России — возвращение статуса мировой державы, осуществление устойчивого развития страны, сохранение территориальной целостности и суверенитета.
3. «Концепция» не учитывала все направления безопасности, идеологию государства, проработанность правовой базы, чёткое распределение деятельности субъектов обеспечения безопасности, взаимосвязь жизненно важных интересов личности, общества и государства, отсутствовал анализ роли и места России в современном мире[7]. Непроработанность Концепции придавала ей декларативный характер и препятствовала эффективному решению задач обеспечения национальной безопасности.
4. В «Стратегии» признавалось использование Россией её энергетических ресурсов в качестве орудия политического влияния и допускалось возникновение военных конфликтов у её границ, при этом отмечалась незавершённость оформления государственной границы. Документ объединил внешнюю политику, политику в области безопасности и военную политику с вопросами внутреннего развития — это подтверждалось положением о взаимосвязи и взаимозависимости устойчивого развития Российской Федерации и обеспечения национальной безопасности.
5. Особенностью «Стратегии» является её выраженная социальная и социально-политическая направленность: национальная безопасность обеспечивается высоким уровнем социально-экономического развития России, а именно повышением качества жизни граждан, экономическим ростом, наукой, новыми технологиями, повышением качества образования, здравоохранения и культуры, сохранением экологии и развитием рационального природопользования.[источник не указан 1738 дней]